# HD 170521
HD 170521 eller HR 6937, är en ensam stjärna belägen i södra delen av stjärnbilden Södra kronan. Den har en skenbar magnitud av ca 5,69 och är svagt synlig för blotta ögat där ljusföroreningar ej förekommer. Baserat på parallax enligt Gaia Data Release 3 på ca 2,15 mas beräknas den befinna sig på ett avstånd av ca 1 500 ljusår (ca  460 parsec) från solen. Den rör sig bort från solen med en heliocentrisk radialhastighet av ca 7 km/s. Stjärnan minskas på dess nuvarande avstånd i ljusstyrka genom skymning av interstellärt stoft med 0,46 magnitud och den har en absolut magnitud på -1,90.

## Egenskaper
HD 170521 är en röd till orange jättestjärna av spektralklass K2 III. Den har en massa av ca 1,6 solmassor, en radie av ca 79 solradier och utsänder energi från dess fotosfär motsvarande ca  934 gånger solen vid en effektiv temperatur av ca 4 500 K. Den har metallbrist med en järnmängd av endast 32,4 procent av solens med (Fe/H) = -0,49 och roterar långsamt med en projicerad rotationshastighet på 6,5 km/s.